# Dave Heineman
David Eugene (Dave) Heineman (Falls City, Nebraska, 12 mei 1948) is een Amerikaans politicus namens de Republikeinse Partij. Tussen 2005 en 2015 was hij de 39e gouverneur van de staat Nebraska.

## Levensloop
Heineman studeerde in 1970 af aan de United States Military Academy. Daarna diende hij 5 jaar in het Amerikaanse leger en bracht het tot de rang van kapitein. Van 1990 tot 1994 diende hij in de gemeenteraad van de stad Fremont. Van 1994 tot 2001 was hij de minister van Financiën van de staat Nebraska, en van 2001 tot 2005 als luitenant-gouverneur van diezelfde staat.
Heineman volgde op 20 januari 2005 Mike Johanns op als gouverneur van Nebraska nadat deze minister van Landbouw werd in de regering van president George W. Bush. In 2006 stelde Heineman zich vervolgens verkiesbaar voor een volledige termijn van vier jaar. Bij de Republikeinse voorverkiezingen had hij nog wel te maken met lastige tegenstand van afgevaardigde Tom Osborne, maar deze wist hij te verslaan. Ook de algemene gouverneursverkiezingen wist hij met een ruime marge – Heineman behaalde 73 procent van de stemmen – te winnen. In 2010 werd Heineman herkozen met een nog groter percentage: 74,3%.
Als gouverneur werkte Heineman met de wetgevende macht van Nebraska samen om de grootste belastingverlaging in de geschiedenis van de staat door te voeren. De landbouw werd zijn topprioriteit. Hij sloot onder andere handelsverdragen met Taiwan en Cuba voor de export van meer landbouwgoederen.
In april 2010 ondertekende hij ook wetgeving waarbij abortus werd verboden bij vrouwen die langer dan 20 weken zwanger waren. Door een andere wet die hij ondertekende moeten vrouwen die abortus willen plegen met een beroep op medische redenen, of andere problemen, eerst onderzocht worden.
Na twee aaneengesloten termijnen van vier jaar mocht Heineman zich bij de gouverneursverkiezingen in 2014 niet opnieuw verkiesbaar stellen. Hij werd, na tien jaar gouverneurschap, op 8 januari 2015 opgevolgd door Republikein en partijgenoot Pete Ricketts.

## Persoonlijk
Samen met zijn vrouw Sally Ganem heeft Heineman een zoon.
- Gemeinsame Normdatei: 1177294893
- Virtual International Authority File: 3779154983540667860004